# António Augusto Lopes
Pour les articles homonymes, voir Lopes.
António Augusto Lopes est un footballeur portugais né le 15 septembre 1901 à Bragance et mort à une date inconnue. Il évoluait au poste d'attaquant.

## Biographie

### En club
António Augusto Lopes évolue dans le club lisboète de Casa Pia dans les années 1920. Il est sacré champion de Lisbonne en 1921.

### En équipe nationale
International portugais, il reçoit une unique sélection en équipe du Portugal.
Il joue le tout premier match de l'équipe nationale du Portugal le 18 décembre 1921 en amical contre l'Espagne (défaite 1-3 à Madrid). 

## Palmarès
Casa Pia
- Championnat de Lisbonne (1) :
  - Champion : 1920-21.